# Эйсселмер

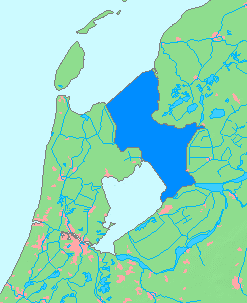
озеро Эйсселмер выделено синим

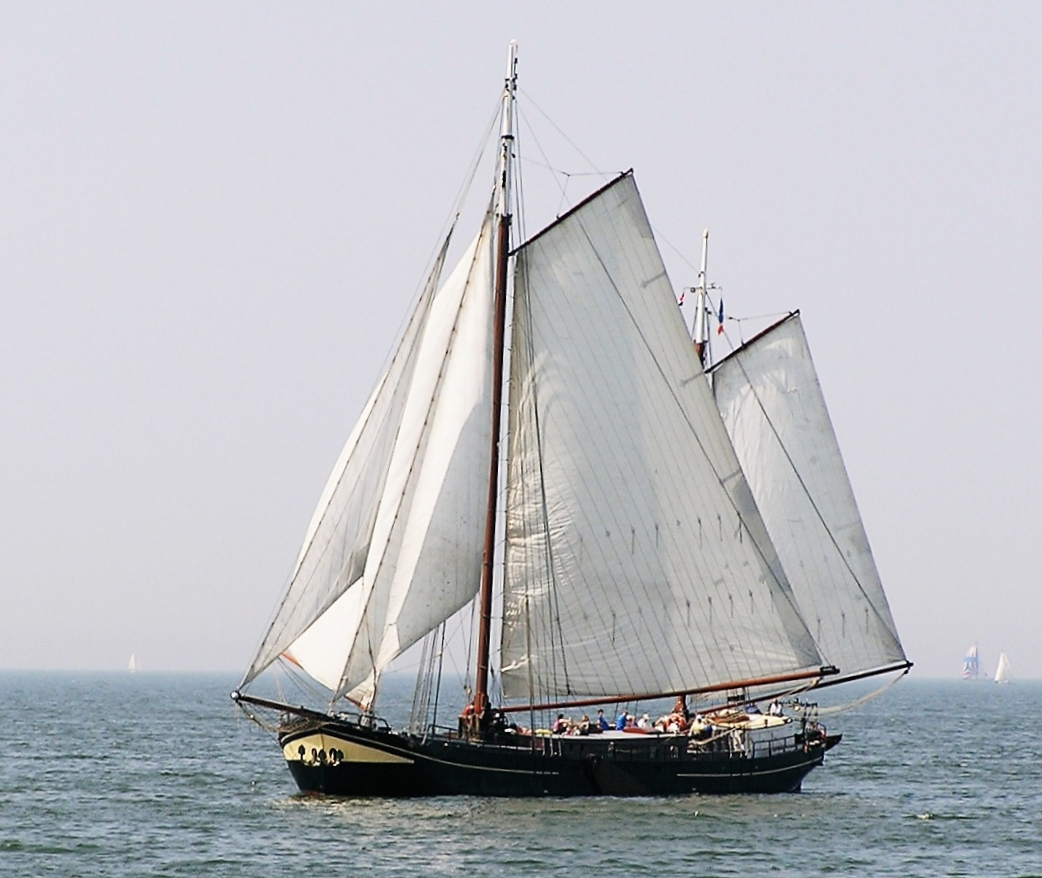
Корабль на озере Эйсселмер

Эйсселме́р (нидерл. Ĳsselmeer [ˌɛi̯səlˈmeːr]) — искусственное пресное озеро в центральных Нидерландах на месте бывшего залива Зёйдерзе. Граничит с провинциями Фрисландия на северо-востоке, Флеволанд на юге и востоке и Северная Голландия на западе. От Северного моря на севере отделено 32-километровой дамбой толщиной около 60 метров. Общая площадь озера — около 1100 км², средняя глубина от 5 до 6 метров. Водоём получил своё название от реки Эйссел, впадающей в него через небольшое озеро Кетелмер. Эйсселмер — крупнейший по площади пресноводный водоём Западной Европы.

## История создания
Эйсселмер возник в 1932 году в результате комплексного плана по мелиорации Нидерландов, подготовленного группой инженеров во главе с Корнелисом Лели. Согласно этому плану, залив Зёйдерзе был отгорожен искусственной дамбой от Северного моря. За дамбой закрепилось название Афслёйтдейк. В Книге рекордов Гиннесса она значилась как самая большая по протяжённости морская дамба из всех существующих в мире (до постройки в Южной Корее дамбы Сэмангым длиной более 33 км). Часть территории залива была осушена и стала провинцией Флеволанд, а часть стала озером Эйсселмер. В 1975 году Эйсселмер был разделён на две части. Западная меньшая часть была отделена дамбой Хаутрибдейк и стала самостоятельным озером Маркермер.
Ныне частично осушенный залив Зёйдерзе тоже не являлся древним: он появился на месте озера Алмере, а оно, в свою очередь — на месте Флевонского озера, которое существовало по крайней мере во времена Римской империи и раннего Средневековья.

## Современное состояние
Озеро служит важным резервуаром пресной воды и используется для нужд сельского хозяйства и водоснабжения предприятий и домохозяйств. Широко используется в рекреационных целях: по озеру ходят прогулочные корабли, на берегах озера развит туризм.